# أنسيلمو لوبيز
أنسيلمو لوبيز (بالإسبانية: Anselmo López)‏ هو ملحن فنزويلي، ولد في 21 أبريل 1934 في ولاية باريناس في فنزويلا، وتوفي في 14 فبراير 2016 في باريناس في فنزويلا.

## وصلات خارجية
- أنسيلمو لوبيز على موقع IMDb (الإنجليزية)
- أنسيلمو لوبيز على موقع ميوزك برينز (الإنجليزية)
- أنسيلمو لوبيز على موقع ديسكوغز (الإنجليزية)